# 弦月町
弦月町（げんげつちょう）は、愛知県名古屋市千種区・東区の地名。

## 歴史

### 沿革
- 1935年（昭和10年）6月1日 - 東区千種町・北千種町の各一部により、同区弦月町として成立[2]。
- 1937年（昭和12年）10月1日 - 千種区編入に伴い、同区弦月町となる[2]。
- 1956年（昭和31年）7月13日 - 千種区弦月町の一部により、東区弦月町が成立する[2]。
- 1980年（昭和55年）11月23日 - 千種区弦月町は、松軒二丁目および古出来三丁目、北千種一丁目にそれぞれ編入され、廃止[2]。また、東区弦月町は同区古出来一丁目・松軒一丁目にそれぞれ編入され、廃止[1]。